# 萩生站
萩生站（日语：／ Hagyū eki */?）是位於山形縣西置賜郡飯豐町大字萩生，東日本旅客鐵道（JR東日本）的米坂線車站。
包辦此站之內，以西的車站由新潟分社管轄，以東的車站由仙台分社管轄。

## 歷史
- 1931年（昭和6年）8月10日：米坂東線今泉至手之子之間開通，此站啟用。
- 1973年（昭和48年）12月10日：終止貨物起卸業務。手之子、伊佐領、玉川口各站也同日終止相關業務。
- 1987年（昭和62年）4月1日：伴隨國鐵分割民營化，車站由東日本旅客鐵道（JR東日本）營運。
- 1994年（平成6年）：翻新車站的候車室。

## 車站構造
車站是一座地面車站，設有1面1線的單式月台。
此站是由小國站管理的無人車站。車站大樓內設有候車室和廁所。

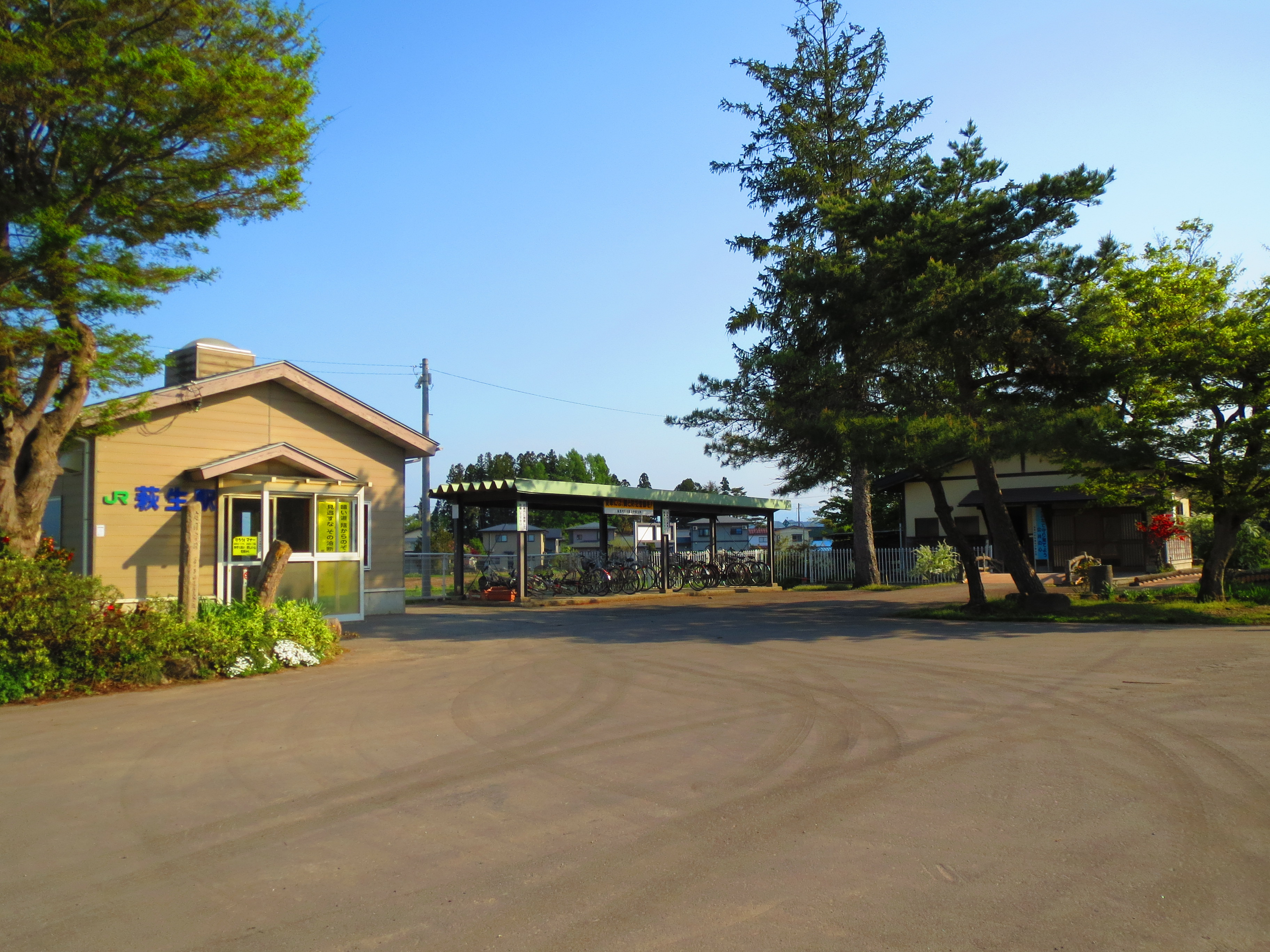
車站全景
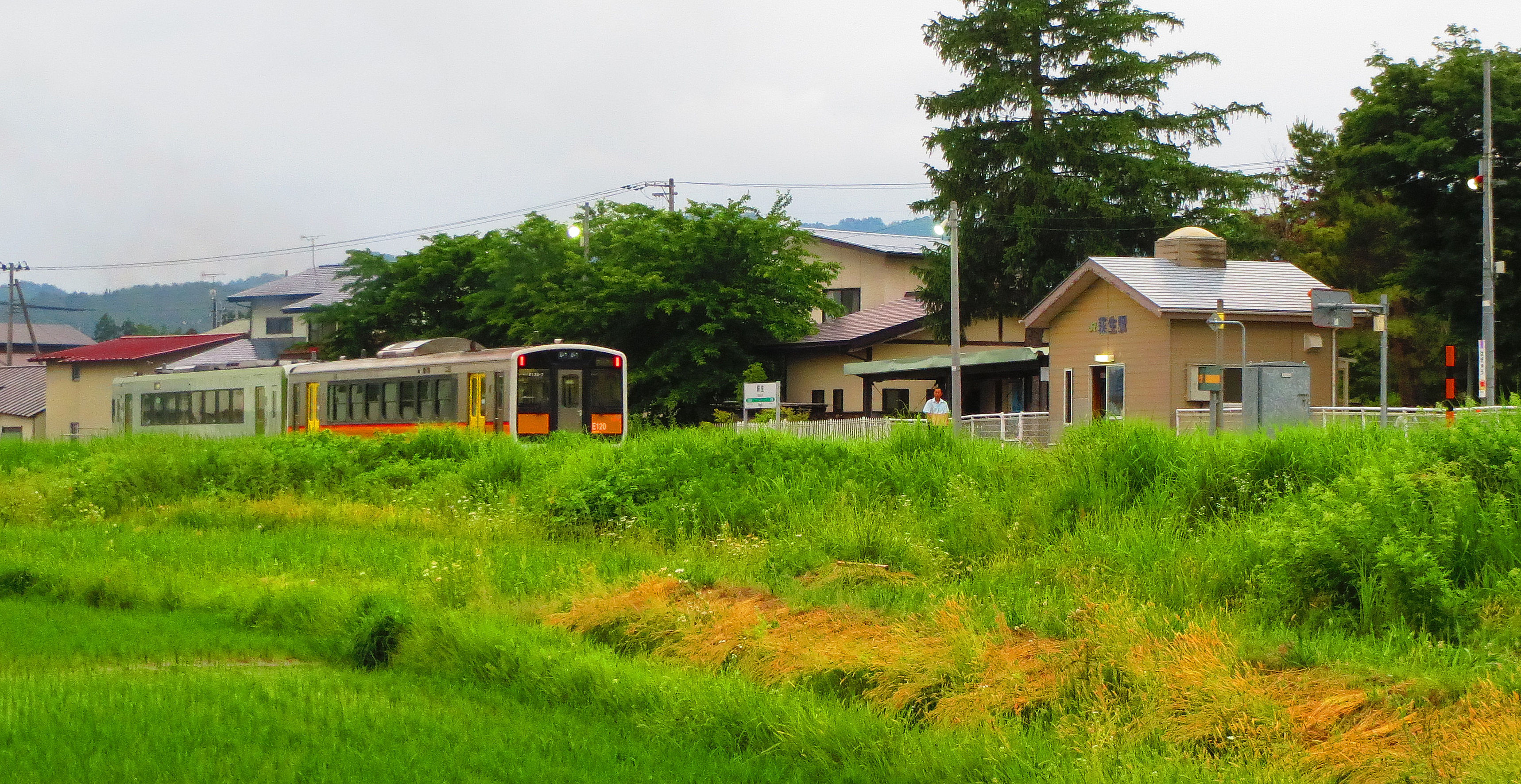
Kiha E120+E110駛經此站

## 使用狀況
根據「山形縣」的資料，在2004年度1日平均乘車人次為81人。
| 乘車人次變化 | 乘車人次變化 |
| 年度         | 1日平均人次  |
| ------------ | ------------ |
| 2000         | 96           |
| 2001         | 78           |
| 2002         | 67           |
| 2003         | 73           |
| 2004         | 81           |

## 車站周邊
- 萩生站前通商店街

## 相鄰車站
東日本旅客鐵道（JR東日本）
■米坂線
□快速「紅花」、■普通
今泉－萩生－羽前椿

## 注腳
1. ↑  『山形県の鉄道輸送』平成26年度版 - 山形県 （页面存档备份，存于）（日語）

## 外部連結
- 車站資訊（萩生）：東日本旅客鐵道（日語）